# گدایان بزرگوار
گدایان بزرگوار (ارمنی: Մեծապատիվ մուրացկաններ; انگلیسی: Honorable Beggars) رمان طنزگونه به قلم هاکوپ بارونیان طنزپرداز برجسته اهل ارمنستان که در سال ۱۸۸۷ میلادی به چاپ رسیده‌است.

## نمایش در ایران
این اثر در اسفند ۱۳۴۶ توسط آربی اوانسیان با بازی لوریک میناسیان در انجمن ایران و آمریکا به روی صحنه رفته‌است.